# Грчка жаба
Грчка жаба (лат. Rana graeca) је врста жабе из породице жаба у ужем смислу. Ова врста је присутна на територији Албаније, југоисточне Босне и Херцеговине, југозападне Бугарске, Грчке, Македоније, јужне и централне Србије, Црне Горе и можда у европском делу Турске.
Њено природно обитавалиште су околине хладнијих река и потока у вишим пределима, попут умерених шума, брдских и планинских пашњака. Не среће се на надморским висинама испод 200 метара.
Грчка жаба је врло брза и окретна. Дужина јој је око 8 cm, а тело дугуљасто и пљоснато. Боја тела им је прилагођена околини и обично је у нијамсама жуте, црвене, маслинасте или сиве боје и посута мрљама. Стомак је бео или жут. Врат је тамније боје са карактеристичном светлом линијом у средини. Током сезоне парења мужјаци мењају боју у смеђу или тамну, а кожа им постаје попут желеа услед акумулације лимфе у поткожним жлездама.